# Granö (Svezia)
Granö è un'area urbana della Svezia situata nel comune di Vindeln, contea di Västerbotten.
La popolazione rilevata nel censimento 2010 era di 238 abitanti .